# 마일스 머슨든
마일스 머슨든(영어: Miles Mussenden)은 영국 태생 미국 배우이다.